# Disa arida
Disa arida là một loài thực vật có hoa trong họ Lan. Loài này được Vlok mô tả khoa học đầu tiên năm 1985.